# 安格莉卡·布兰德
安格莉卡·布兰德（德語：Angelika Brand，1976年2月13日—），德国女子赛艇运动员。她曾代表德国参加世界赛艇锦标赛，获得一枚金牌和二枚银牌，均来自轻量级项目。